# 34e brigade de défense côtière
La 124e brigade de défense territoriale (en ukrainien : 124-та окрема бригада територіальної оборони, abrégé en 124 ОБрТрО ; numéro d'unité militaire A7360) est la brigade de l'oblast de.Kherson de la Force de défense territoriale de l'Armée ukrainienne.

## Historique

### Formation
Le 30 juin 2018, la brigade est créée dans l'oblast de Kherson. Du 3 au 12 septembre 2018, des exercices d'entraînement à l'échelle de la brigade ont lieu, impliquant près de 3 500 réservistes jusqu'à soixante ans. Les exercices ont lieu dans les raïons de Bilozerka, Olechky, Henitchesk, Ivanivka et Skadovsk. Chaque bataillon ne compte que deux officiers permanents contractuels, le commandant et le chef d'état-major, tous les autres étant des réservistes. Un bataillon stationné à Oleshky emmène 300 de ses réservistes des raions d'Oleshky, Kakhovka et Novovorontsovka.  Le 195e bataillon compte 290 réservistes, dont 41 officiers du raïon d'Oleshky, Hola Prystan et Skadovsk.  Le 197e bataillon est stationné à Arabat Spit et, après le 7 septembre, commence des patrouilles conjointes avec le service national des garde-frontières d'Ukraine et la garde des infrastructures critiques dans le raion de Henitchesk. Du 5 au 15 décembre, un autre exercice a lieu. Le gouverneur de l'oblast de Kherson, Andrii Gordieiev, décerne des récompenses aux membres du 193e bataillon pour leur participation à l'exercice.
Le 197e bataillon a 70 % de ses postes contractuels pourvus au 16 février 2022.  Cependant, ce bataillon spécifique a des conditions de vie difficiles. Plus tard, une nouvelle base est créée à Henichesk.

### Invasion russe de l'Ukraine
Le 24 février, tandis que les employés et la police nationale de Kherson quittent la ville, le major Ihor Likhnov, commandant du 192e bataillon, prend quelques centaines de volontaires et commence à établir la défense de Kherson. Alors que la 59e brigade motorisée bat en retraite sur la rive droite du Dniepr, des parachutistes russes (VDV) de la 11e brigade d'assaut aéroporté sont héliportés jusqu'au pont Antonovskiy pour le prendre,  encerclant la 59e brigade. Le 192e bataillon s'engage alors dans des combats et reprend le contrôle du pont routier d'Antonivka, couvrant la retraite de la 59e qui peut enfin traverser la rivière. Le bataillon tient le pont jusqu'à la nuit du 24 février, une fois les derniers véhicules de la brigade ayant traversé le fleuve.
Le 25 février, tandis que les autres unités ukrainiennes décrochent à Mykolaïv, le bataillon continue d'affronter les VDV pour le contrôle du pont avec des éléments de la 80e brigade d'assaut aérien qui à leur tour se replient. Les hommes du bataillon sont les derniers défenseurs de Kherson avec quelques policiers. Le 1er mars, une quarantaine d'hommes du bataillon, faiblement équipés s'engagent dans des combats autour du parc Lila contre des chars et blindés russes et subissent des pertes. Les survivants s'extraient de la ville et rejoignent Mykolaiv. Une partie d’entre eux a été capturée. Likhnov avec 13 soldats a commencé à reconstruire le bataillon.
La brigade participe ensuite à la défense de Mykolaiv aux côtés de la 59e brigade. Entre mars et août 2022, la 124e brigade reste positionnée dans les oblasts de Mykolaïv et de Kherson. Elle participe ensuite à la contre-offensive de Kherson, positionnée au sud de Mykolaïv, à l'est de l'autoroute M14 aux côtés de la 126e brigade de défense territoriale où elles doivent fixer deux régiments de la 20e division de fusiliers motorisés autour de Ternovy Pody qui est pris et repris plusieurs fois.
Le 197e bataillon est aussi déployé dans l'Oblast de Donetsk à la fin 2023 tandis que les derniers de la brigade restent stationnés le long du fleuve Dniepr. Le 23 août 2023 le président de l'Ukraine, Volodymyr Zelensky, lui décernait la distinction Pour le Courage et la Bravoure.

## Structure

### Ordre de bataille
À partir de 2022, la structure de la brigade est la suivante :
- Quartier général
- 192e bataillon de défense territoriale (Kherson) MUN А7358
- 193e bataillon de défense territoriale (Beryslav) MUN А7359
- 194e bataillon de défense territoriale (Bilozerka) MUN А7360
- 195e bataillon de défense territoriale (Skadovsk) MUN А7361
- 196e bataillon de défense territoriale (Nova Kakhovka) MUN А7362
- 197e bataillon de défense territoriale (Henitchesk) MUN   А7363
- Compagnie du génie
- Compagnie de communication
- Compagnie de logistique
- Batterie de mortier